# Stari Grad, Sarajevo
Stari Grad är en kommun i Bosnien och Hercegovinas huvudstad Sarajevo.   Den ligger i entiteten Federationen Bosnien och Hercegovina, i den östra delen av Sarajevo.